# Enoplognatha oreophila
Enoplognatha oreophila är en spindelart som först beskrevs av Simon 1894.  Enoplognatha oreophila ingår i släktet Enoplognatha och familjen klotspindlar.
Artens utbredningsområde är Sri Lanka. Inga underarter finns listade i Catalogue of Life.